# Lophostoma silvicolum
El murciélago de orejas redondas de garganta blanca (Lophostoma silvicolum) es una especie de murciélago de la familia Phyllostomidae.

## Distribución geográfica
Se encuentra en América Central y la mitad norte de Sudamérica.